# Episodi di Soko 5113 (quarantacinquesima stagione)
La quarantacinquesima stagione della serie televisiva Soko 5113 è stata trasmessa in anteprima in Germania dalla ZDF tra il 2 dicembre 2019 e il 2 marzo 2020.
| nº | Titolo originale        | Titolo italiano | Prima TV Germania | Prima TV Italia |
| -- | ----------------------- | --------------- | ----------------- | --------------- |
| 1  | Vom Geben und Nehmen    |                 | 2 dicembre 2019   |                 |
| 2  | Sinfonie der Großstadt  |                 | 9 dicembre 2019   |                 |
| 3  | Tod eines Kochs         |                 | 16 dicembre 2019  |                 |
| 4  | Gefährlicher Dunstkreis |                 | 23 dicembre 2019  |                 |
| 5  | Ungleiche Brüder        |                 | 30 dicembre 2019  |                 |
| 6  | Einbruch                |                 | 6 gennaio 2020    |                 |
| 7  | Tod in Bestzeit         |                 | 20 gennaio 2020   |                 |
| 8  | Im Angesicht des Todes  |                 | 27 gennaio 2020   |                 |
| 9  | Affenliebe              |                 | 3 febbraio 2020   |                 |
| 10 | Tödliche Vergangenheit  |                 | 10 febbraio 2020  |                 |
| 11 | Ein kunstvoller Tod     |                 | 17 febbraio 2020  |                 |
| 12 | 4 Zimmer, Küche, Bad    |                 | 24 febbraio 2020  |                 |
| 13 | Die letzte Lieferung    |                 | 2 marzo 2020      |                 |